# Сантандер, Луис Хосе
Луис Хосе Сантандер (исп. Luis Jose Santander) (8 апреля 1960, Каракас, Венесуэла) — известный венесуэльский и мексиканский актёр и продюсер, игравший также в Мексике.  

## Биография
Родился 8 апреля 1960 года в Каракасе. Вместе с родителями эмигрировал в США, затем вернулся обратно на родину. В детстве очень много хотел достичь со временем — дома сажал семена цветков, хотел быть биологом, затем хотел стать медиком даже поступил на медицинский факультет, но проучившись 2 курса перешёл на художественный факультет. В США получил крупную стипендию за добросовестную учёбу на медицинском факультете. В Венесуэле он работал и развивался, в 1980-х годах его потянуло в актёрскую карьеру и он стал играть в театре, начиная с 1987 года он стал играть роли в кино и телесериалах — всего снялся в 16 работах. Самыми популярными работами в карьере актёра являются венесуэльская «Брюнетка Клара» и мексиканские «Узы любви» и Мне не жить без тебя, указанные телесериалы были проданы во многие страны мира и актёр вышел на мировой уровень популярности. Был номинирован на 4 премии — Mara de Oro, Meridiano de Oro, TVyNovelas и La estrella de plata — во всех премиях он получил достойную победу.

## Фильмография
| Год       |    | Русское название              | Оригинальное название       | Роль                      |
| --------- | -- | ----------------------------- | --------------------------- | ------------------------- |
| 1983      | с  | Начо                          | Nacho                       |                           |
| 1983      | с  |                               | La venganza                 |                           |
| 1983      | тф |                               | Un país... un destino       | Roberto                   |
| 1985      | с  | Солнце светит всем одинаково  | El sol sale para todos      | Tito Marcano              |
| 1987      | с  | А также на Луну               | Y la luna también           | Simón Vargas              |
| 1988      | с  | Красотка                      | Niña bonita                 | Francisco Antonio León    |
| 1989      | с  | Марибель                      | Maribel                     | Luis Alexander            |
| 1991      | с  | Жестокий мир                  | Mundo de fieras             | Ivan Soriano              |
| 1991      | с  |                               | Sangre negra                |                           |
| 1992      | с  | Макарена                      | Macarena                    | José Miguel               |
| 1994      | с  | Брюнетка Клара                | Morena Clara                | Valentín Andara           |
| 1995—1996 | с  | Узы любви                     | Lazos de amor               | Nicolás Miranda           |
| 1996—1997 | с  | Мне не жить без тебя          | Te sigo amando              | Luis Angel Zaldivar       |
| 2000      | с  | Жизнь взаймы                  | Vidas prestadas             | José María 'Chema' Rivero |
| 2004—2005 | с  | Невинность                    | Inocente de ti              | Sergio Dalmacci           |
| 2005      | тф |                               | Silvia Rivas, divorciada    | Ricardo                   |
| 2007—2008 | с  | Страсть                       | Pasión                      | John Foreman 'El Inglés'  |
| 2008—2009 | с  | Клянусь, что люблю тебя       | Juro que te amo             | Amado Madrigal            |
| 2009      | с  | Непокорная Альма              | Alma Indomable              | Esteban de la Vega        |
| 2011      | с  | Жертвоприношение женщины      | Sacrificio de Mujer         | Dr. Augusto Talamonti     |
| 2011—2012 | с  | Страстное сердце              | Corazón Apasionado          | Ricardo Rey               |
| 2013      | с  | Сегодня ночью с Платанито     | Noches con Platanito        | камео                     |
| 2019      | с  | Сильвия Пиналь... перед тобой | Silvia Pinal... frente a tí | Moisés Pasquel            |